# Philip Heijnen
Philip Heijnen (Oeffelt, 25 giugno 2000) è un pistard e ciclista su strada olandese che corre per il team Parkhotel Valkenburg. Su pista è stato campione europeo Under-23 2022 nella specialità dell'americana.

## Palmarès

### Pista
- 2019

Campionati olandesi, Inseguimento a squadre (con Casper van Uden, Enzo Leijnse, Maikel Zijlaard e Vincent Hoppezak)
Campionati olandesi, Derny
- 2021

Grand Prix Olomouckého Kraje, Corsa a punti
Grand Prix Olomouckého Kraje, Americana (con Vincent Hoppezak)
Grand Prix Prostějov, Americana (con Vincent Hoppezak)
Campionati olandesi, Derny
- 2022

Troféu Internacional de Anadia, Scratch
Campionati europei, Americana Under-23 (con Yanne Dorenbos)
Campionati olandesi, Derny
Campionati olandesi, Corsa a punti
Campionati olandesi, Americana (con Matthijs Büchli)
- 2023

GP Duratec, Omnium
Campionati olandesi, Corsa a punti

## Piazzamenti

### Competizioni mondiali
- Campionati del mondo su pista

Saint-Quentin-en-Yvelines 2022 - Corsa a eliminazione: 8º
Ballerup 2024 - Corsa a punti: 3º

### Competizioni europee
- Campionati europei su pista

Aigle 2018 - Corsa a eliminazione Junior: 7º
Aigle 2018 - Omnium Junior: 9º
Aigle 2018 - Americana Junior: 8º
Gand 2019 - Omnium Under-23: 8º
Gand 2019 - Americana Under-23: 9º
Fiorenzuola d'Arda 2020 - Omnium Under-23: 9º
Fiorenzuola d'Arda 2020 - Americana Under-23: 8º
Apeldoorn 2021 - Corsa a punti Under-23: 10º
Apeldoorn 2021 - Americana Under-23: 3º
Anadia 2022 - Corsa a eliminazione Under-23: 4º
Anadia 2022 - Omnium Under-23: 3º
Anadia 2022 - Americana Under-23: vincitore
Monaco di Baviera 2022 - Omnium: 4º
Grenchen 2023 - Corsa a eliminazione: 3º
Apeldoorn 2024 - Corsa a eliminazione: 7º
Heusden-Zolder 2025 - Omnium: 3º